# John Walker (zanger)
John Joseph Maus (New York, 12 november 1943 - Los Angeles, 7 mei 2011), beter bekend onder zijn artiestennaam John Walker, was een Amerikaanse zanger, liedjesschrijver en gitarist. Hij was een van de leden van The Walker Brothers, een popgroep die zijn grootste successen kende in de jaren zestig, vooral in het Verenigd Koninkrijk.

## Jonge jaren
John Maus werd geboren als zoon van John Joseph Maus Sr., die van Duitse afkomst was, en diens vrouw Regina. Met zijn ouders en zijn oudere zuster Judith verhuisde hij in 1947 naar Californië. Als kind leerde hij saxofoon, klarinet en gitaar spelen en trad hij op als kindsterretje in een paar films en tv-programma’s, waaronder de sitcom Hello Mom.
Hij raakte bevriend met Ritchie Valens en was een van de dragers van de kist op Valens’ begrafenis in 1959. Later leerde hij Dennis Wilson en Carl Wilson kennen, die in 1961 The Beach Boys zouden oprichten. John leerde Carl Wilson en David Marks (een buurjongen die later ook nog even lid van The Beach Boys was) gitaar spelen. Toen John Maus 17 was, begon hij zich John Walker te noemen, omdat hij niet gelukkig was met de manier waarop mensen zijn achternaam uitspraken.
Vanaf 1957 werkte hij als zanger en gitarist met zijn zuster als het duo John and Judy. Samen namen ze zes singles op, de laatste twee met een begeleidingsband. Toen noemden ze zich John, Judy and the Newports. In 1962 ontmoetten ze de basgitarist Scott Engel, later bekend als Scott Walker. Judy en John vormden samen met Scott en de drummer ‘Spider’ Webb een nieuwe band, Judy and the Gents. Maus wist een identiteitsbewijs te bemachtigen op naam van John Walker en met een vroegere geboortedatum, zodat hij kon optreden in clubs in de omgeving van Los Angeles, hoewel hij daarvoor eigenlijk te jong was.
In 1963 toerden Walker en Engel met twee andere muzikanten door het Middenwesten van de Verenigde Staten onder de naam The Surfaris. In dat jaar had een andere groep met de naam The Surfaris een top 10-hit met het nummer Wipe Out, maar de twee groepen hadden niets met elkaar te maken. John Walker nam ook een soloplaat op, What a Thrill, met de in Californië zeer populaire band The Blossoms als begeleidingsgroep.

## The Walker Brothers
In 1964 richtte John Walker samen met Scott Engel en Al ‘Tiny’ Schneider The Walker Brothers Trio op. Hij speelde gitaar en trad op als solozanger. Scott speelde basgitaar en zorgde voor de achtergrondzang, en Al drumde. Omdat The Walker Brothers Trio te veel als de naam van een jazzband klonk, werd de groep al vlug herdoopt in The Walker Brothers. Als duo namen John en Scott Walker een single op, Pretty Girls Everywhere. De single deed niets, maar The Walker Brothers verzorgden wel een reeks succesvolle optredens in de nachtclub Gazzari's in Los Angeles. Ze verschenen in de televisieshow Shindig! en later zelfs wekelijks in de show Ninth Street A Go Go. 
Op het eind van 1964 nam Gary Leeds als drummer de plaats in van Al Schneider. Hij ging zich nu Gary Walker noemen. Gary was bevriend met P.J. Proby, die een succesvolle carrière aan het opbouwen was in het Verenigd Koninkrijk. Hij haalde John en Scott over om het daar ook eens te proberen. Voor hun vertrek maakten ze nog een plaat, Love Her. Voor het eerst trad Scott op als solozanger en John als achtergrondzanger. Dat bleef zo bij de volgende platen.
Love Her kwam in Engeland uit ongeveer op het moment dat The Walker Brothers arriveerden. Hun optredens bleken een groot succes te zijn en Love Her haalde de 20e plaats in de UK Singles Chart. Daarmee begon een reeks succesvolle platen, waarvan er twee, Make It Easy on Yourself en The Sun Ain't Gonna Shine Anymore, de eerste plaats in de UK Singles Chart haalden. The Sun Ain't Gonna Shine Anymore was ook, met een 13e plaats, hun grootste succes in de Verenigde Staten. Hun derde top 10-hit in Engeland was My Ship Is Coming In, maar al in 1966 haalden hun platen de top 10 niet meer. Hun laatste plaat, Walking in the Rain, kwam uit in 1967 en haalde de 26e plaats.
Tijdens een tournee met The Yardbirds verkocht John Walker zijn gitaar aan Yardbirdsgitarist Jeff Beck. Beck werd beroemd met deze Fender Esquire uit 1954.
The Walker Brothers gingen begin 1968 uit elkaar, na een tournee door het Verenigd Koninkrijk met Jimi Hendrix, Cat Stevens en Engelbert Humperdinck, met aansluitend een tournee door Japan. De reden voor het uiteenvallen van de groep lag in spanningen tussen John en Scott Walker.

## Latere carrière

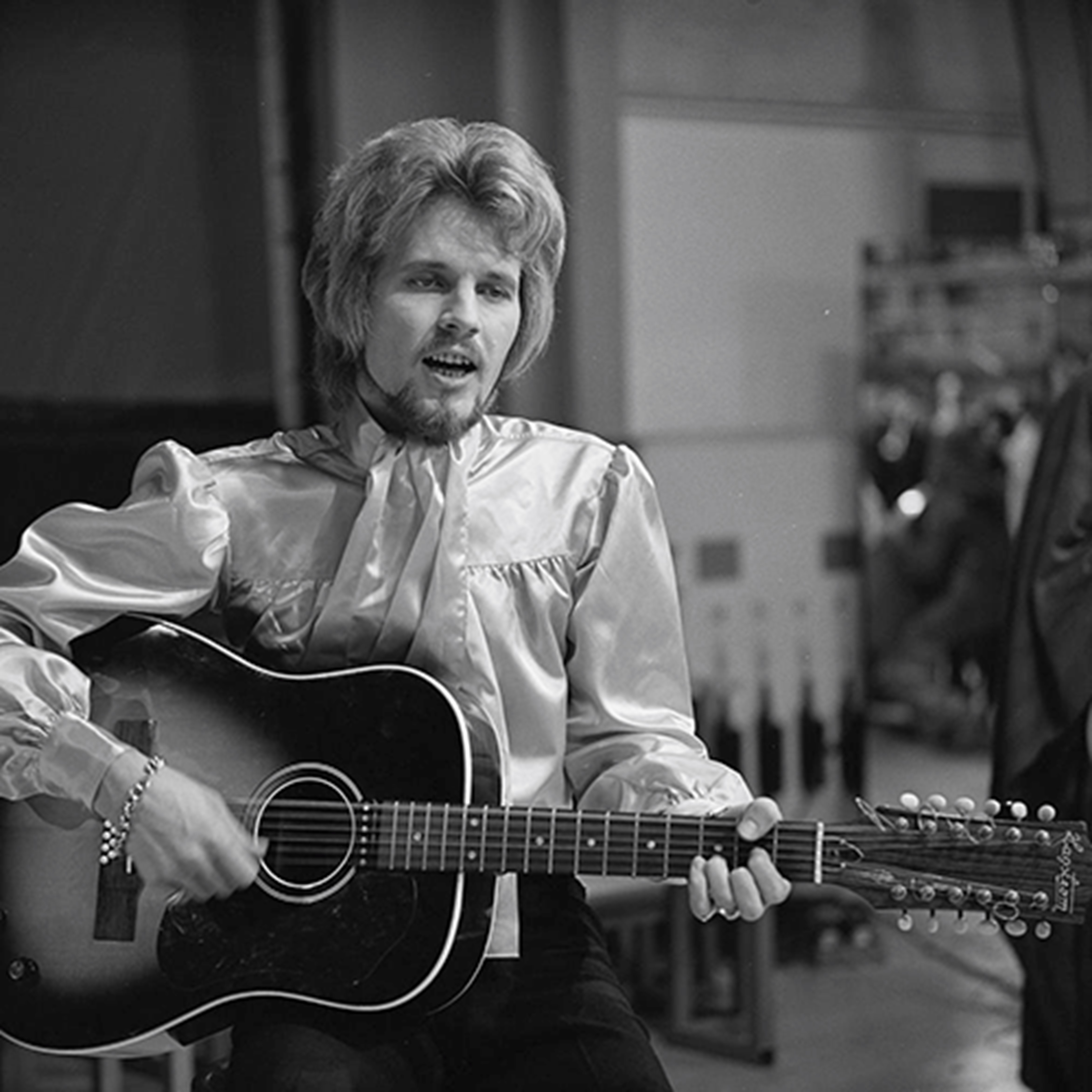
John Walker (Fenklup, 1968)

John Walker ging verder als solozanger met een begeleidingsband. Zijn eerste single, Annabella, was meteen zijn grootste succes: een 24e plaats in de UK Singles Chart.
In 1973 deed hij een tournee met de zanger Jimmy Wilson en een begeleidingsgroep onder de naam The New Walkers. Het jaar daarop kwam hij overeen met Scott en Gary Walker om The Walker Brothers nieuw leven in te blazen. In 1975 brachten ze het album No Regrets uit. De gelijknamige single, het titelnummer van het album, haalde begin 1976 de 7e plaats in de UK Singles Chart (en ook de 7e plaats in de Nederlandse Top 40). De twee volgende albums, Lines (1976) en Nite Flights (1978), hadden minder succes. Mede omdat ze zelden optraden - Scott Walker had een hekel aan optredens gekregen - verliep het Walker Brothersproject. In de woorden van John Walker in zijn autobiografie: "We just drifted apart".
In 1986 begon John Walker mee te doen aan tournees met andere artiesten die bekend waren geworden in de jaren zestig en hun oude liedjes zongen. Hij deed dat ook regelmatig in de eerste jaren van de 21e eeuw. Eén van de resultaten is het album Silver Sixties Tour 2004. Hij trad op met onder andere The Dakotas, de vroegere begeleidingsgroep van Billy J. Kramer.
Intussen verhuisde hij weer naar de Verenigde Staten, waar hij een elektronicacursus volgde. Hij trad op als technisch adviseur voor productiebedrijven en bouwde een eigen opnamestudio. Hij ging ook liedjes componeren en schrijven voor andere artiesten en stichtte een eigen muziekuitgeverij met de naam Arena Artistes Association. In 2000 werd Arena ook een platenlabel, toen hij een cd You met eigen liedjes op de markt bracht. Na You volgden nog drie albums. Op sommige nummers speelden Al ‘Tiny’ Schneider, Walker Brother van het eerste uur, en Johns zuster Judy mee.
In 2009 publiceerden John en Gary Walker een ‘tweepersoonsautobiografie’: The Walker Brothers: No Regrets - Our Story.

## Privéleven
John Walker trouwde vier keer. Hij kreeg vier kinderen. Toen hij overleed, had hij drie kleinkinderen.
In 2010 bleek dat Walker leverkanker had. Op 7 mei 2011 overleed hij in zijn woonplaats Los Angeles.

## Discografie

### Als John and Judy
Singles
- Bother Me Baby / Who's to Say (Aladdin 3420, 1958)
- Hideout / Love Bug (Doré 530, 1959)
- You Can't Have My Love / Tell Me (Doré 540, 1960)
- This Feeling / Tell Me Why (Doré 553, 1960)
- Live It Up / Oh No No (Arvee 5025, 1961)
- I Love You So / Love Slave (Eldo 118, 1961)

### Als Johnny Walker
Single
- What a Thrill / Beginning of the End (Almo 208, 1964)

### Als The Walker Brothers
Zie het artikel The Walker Brothers

### Als John Walker
Singles
- Annabella / You Don't Understand Me (Philips BF 1593, 1967) (nr. 24 in de UK Singles Chart)
- If I Promise / I See Love in You (Philips BF 1612, 1967) (nr. 21 in Nederland)[5]
- I'll Be Your Baby Tonight / Open The Door Homer (Philips BF 1655, 1968)
- Kentucky Woman / I Cried All The Way Home (Philips BF 1676, 1968)
- Woman / A Dream (Philips BF 1724, 1968)
- Yesterday's Sunshine / Little One (Philips BF 1758, 1968)
- Everywhere under the Sun / Traces of Tomorrow (Carnaby CNS 4004, 1969)
- True Grit / Sun Comes Up (Carnaby CNS 4009, 1969)
- Cottonfields / Jamie (Carnaby CNS 4012, 1970)
- Over and over Again / Sun Comes Up (Carnaby CNS 4017, 1970)
- Huellas de Mañana / Quienes Somos Nosotros (Carnaby Spain, 1970)
- Good Days / Midnight Morning (Green Mountain GMM 416, 1973)[6]

Ep
- Solo John / Solo Scott: John Walker, Sunny en Come Rain or Come Shine / Scott Walker, The Gentle Rain en Mrs. Murphy (Philips BE 12597, 1966)

Albums
- If You Go Away (Philips BL 7829, 1967)
- This Is John Walker (Carnaby CNLS 6001, 1969)
- You (Arena CDBY 100266, 2000)
- The Silver Sixties Tour 2004 (Arena, 2004)
- Just For You (Arena 634479471698, 2007)
- Songs of Christmas and Inspiration (Arena, 2007)

Verzamel-cd's
- The Singles+ (BR Music BS8122-2, 2000), dubbel-cd met:
  - The Walker Brothers, Pretty Girls Everywhere / Love Her / Make It Easy on Yourself / My Ship Is Coming In / The Sun Ain’t Gonna Shine Anymore / Love Minus Zero / There Goes My Baby / I Need You / Looking for Me / Young Man Cried / You Don’t Have to Tell Me / Another Tear Falls / Saturday’s Child / Deadlier Than the Male / Stay with Me Baby / Turn out the Moon / Experience / Everything under the Sun / Walking in the Rain / No Regrets / Lines / We’re All Alone / The Electrician / Shutout
  - Scott Walker, Mrs. Murphy / Jackie / Amsterdam / Joanne / Lights of Cincinnati / I Still See You / Me I Never Knew / Woman Left Lonely / Delta Dawn
  - John Walker, Sunny / Annabella / If I Promise / I’ll Be Your Baby Tonight / Kentucky Woman / Woman / Yesterday’s Sunshine
  - Gary Walker, You Don’t Love Me / Twinkie-Lee
  - Gary Walker & The Rain, Spooky / Come in, You’ll Get Pneumonia
- John Walker: A Collection: Volume 1 (Arena, 2009), met uitvoeringen door John Walker van:
  - Make It Easy on Yourself / No Other Baby But You / The Way Love Goes for Me / No Regrets / Inside / I’m Not Gonna Be the One / My Ship Is Coming In / My Destiny / I See Your Face before Me / The Road / Sun Comes Up / I’ll Be Your Baby Tonight / You’ve Changed / Kentucky Woman / Love’s Blind / Just Like the Rain / I Can’t Let You Go / The Sun Ain’t Gonna Shine Anymore